# Hoéville
Hoéville est une commune française située dans le département de Meurthe-et-Moselle et dans la communauté de communes du Pays du Sânon, en région Grand Est.

## Géographie

### Localisation
Le territoire de la commune est limitrophe de 6 communes.
Il est situé à environ 21 kilomètres de Nancy et à 17 kilomètres de Lunéville, et est proche du parc naturel régional de Lorraine.
| Sornéville   |          | Bezange-la-Grande |
| Réméréville  | Hoéville | Athienville       |
| Courbesseaux |          | Serres            |

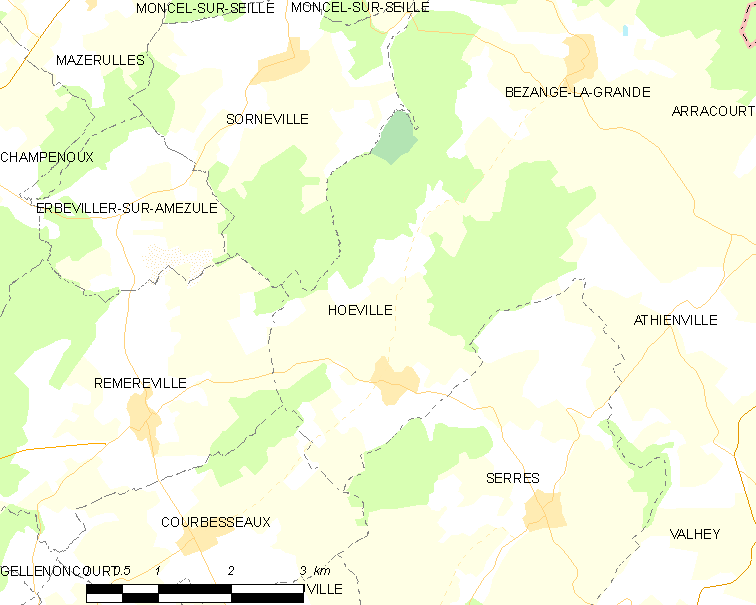
Carte de la commune.
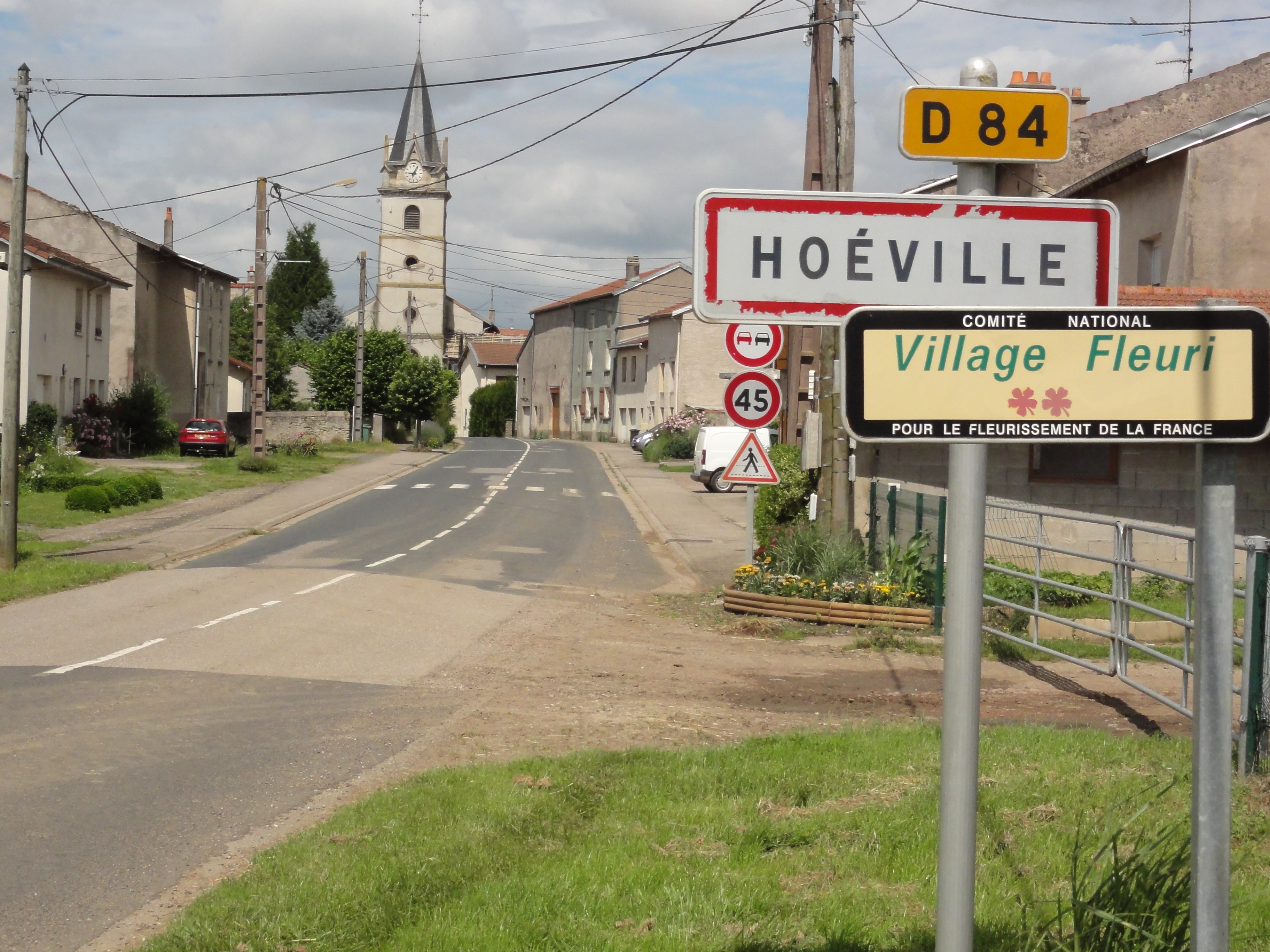
Entrée de Hoéville.
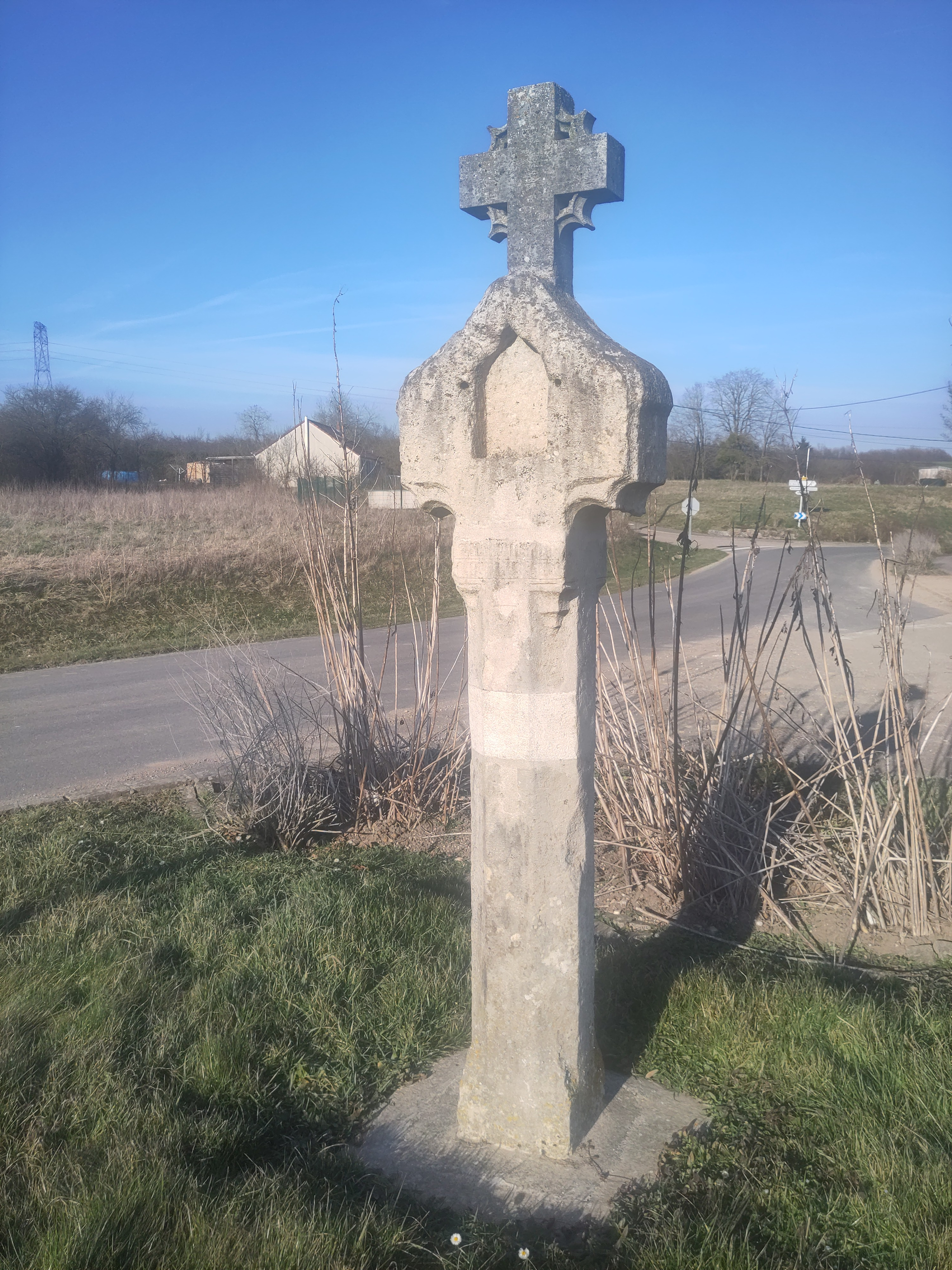
Croix de chemin anciennement appelée montjoie

### Cours d'eau
La Roanne (ruisseau de Hoéville), prend sa source à 261 mètres au sud du village.
Le Ruisseau de l'Accord, le Ruisseau des Pres Thiebaut sont les principaux cours d'eau qui traversent la commune d'Hoéville.

### Hydrographie
La commune est dans le bassin versant du Rhin au sein du bassin Rhin-Meuse. Elle est drainée par la Roanne et le ruisseau des Pres Thiebaut,.
La Roanne, d'une longueur de 16 km, prend sa source dans la commune  et se jette  dans la Meurthe à Saint-Nicolas-de-Port, après avoir traversé neuf communes.

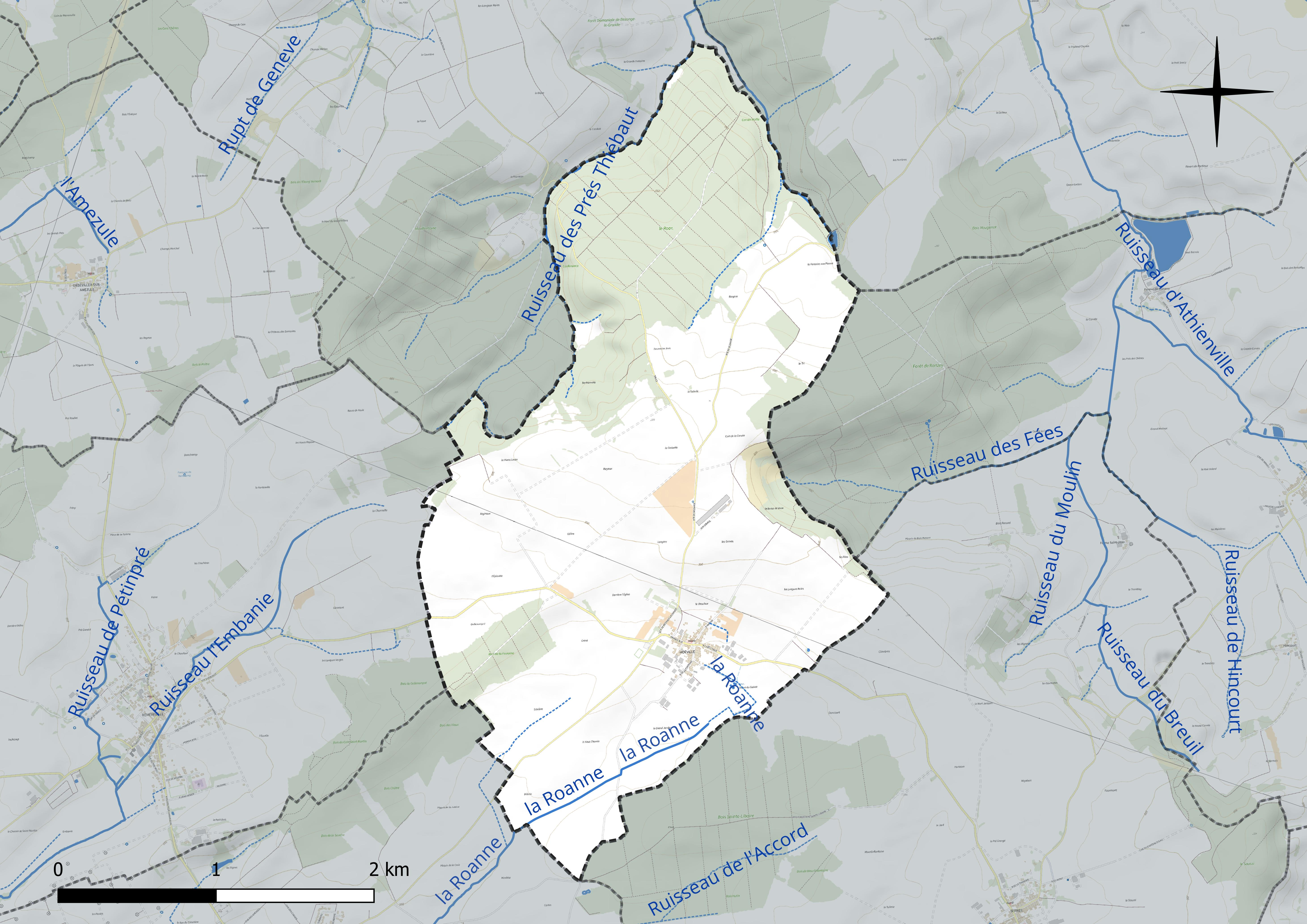
Réseau hydrographique d'Hoéville.

### Climat
Pour des articles plus généraux, voir Climat du Grand Est et Climat de Meurthe-et-Moselle.
En 2010, le climat de la commune est de type climat des marges montargnardes, selon une étude du Centre national de la recherche scientifique s'appuyant sur une série de données couvrant la période 1971-2000. En 2020, Météo-France publie une typologie des climats de la France métropolitaine dans laquelle la commune est exposée à un climat semi-continental et est dans la région climatique  Lorraine, plateau de Langres, Morvan, caractérisée par un hiver rude (1,5 °C), des vents modérés et des brouillards fréquents en automne et hiver.
Pour la période 1971-2000, la température annuelle moyenne est de 9,6 °C, avec une amplitude thermique annuelle de 17 °C. Le cumul annuel moyen de précipitations est de 843 mm, avec 11,8 jours de précipitations en janvier et 9,5 jours en juillet. Pour la période 1991-2020, la température moyenne annuelle observée sur la station météorologique de Météo-France la plus proche, « Nancy-Essey », sur la commune de Tomblaine à 16 km à vol d'oiseau, est de 11,0 °C et le cumul annuel moyen de précipitations est de 746,3 mm. 
La température maximale relevée sur cette station est de 40,1 °C, atteinte le 24 juillet 2019 ; la température minimale est de −24,8 °C, atteinte le 21 février 1956,,.
Les paramètres climatiques de la commune ont été estimés pour le milieu du siècle (2041-2070) selon différents scénarios d'émission de gaz à effet de serre à partir des nouvelles projections climatiques de référence DRIAS-2020. Ils sont consultables sur un site dédié publié par Météo-France en novembre 2022.

## Urbanisme

### Typologie
Au 1er janvier 2024, Hoéville est catégorisée commune rurale à habitat dispersé, selon la nouvelle grille communale de densité à sept niveaux définie par l'Insee en 2022.
Elle est située hors unité urbaine. Par ailleurs la commune fait partie de l'aire d'attraction de Nancy, dont elle est une commune de la couronne,. Cette aire, qui regroupe 353 communes, est catégorisée dans les aires de 200 000 à moins de 700 000 habitants,.

### Occupation des sols
L'occupation des sols de la commune, telle qu'elle ressort de la base de données européenne d’occupation biophysique des sols Corine Land Cover (CLC), est marquée par l'importance des territoires agricoles (65,4 % en 2018), une proportion identique à celle de 1990 (65,4 %). La répartition détaillée en 2018 est la suivante : 
terres arables (47,5 %), forêts (31,6 %), prairies (17,9 %), zones urbanisées (3 %). L'évolution de l’occupation des sols de la commune et de ses infrastructures peut être observée sur les différentes représentations cartographiques du territoire : la carte de Cassini (XVIIIe siècle), la carte d'état-major (1820-1866) et les cartes ou photos aériennes de l'IGN pour la période actuelle (1950 à aujourd'hui).

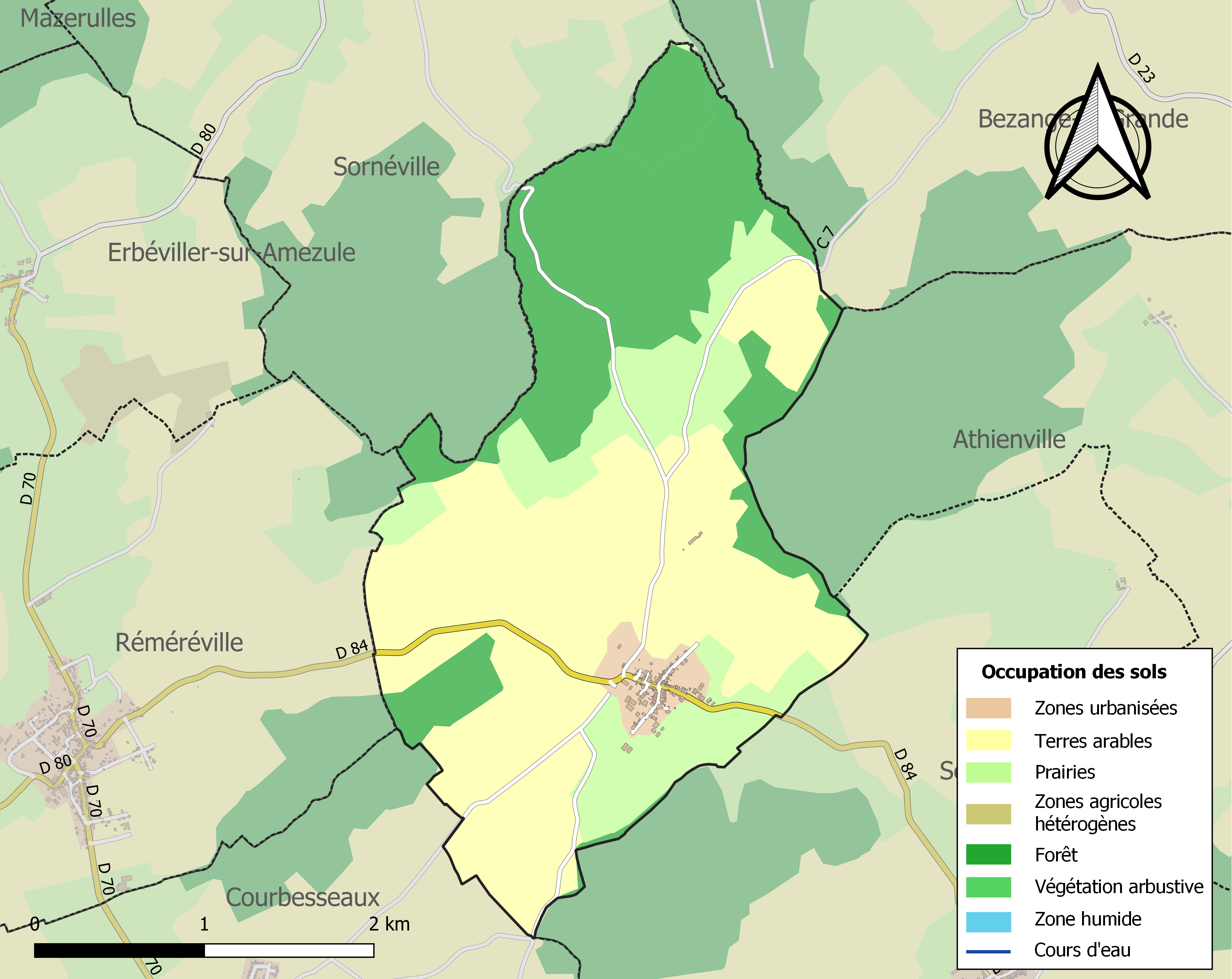
Carte des infrastructures et de l'occupation des sols de la commune en 2018 (CLC).

## Toponymie

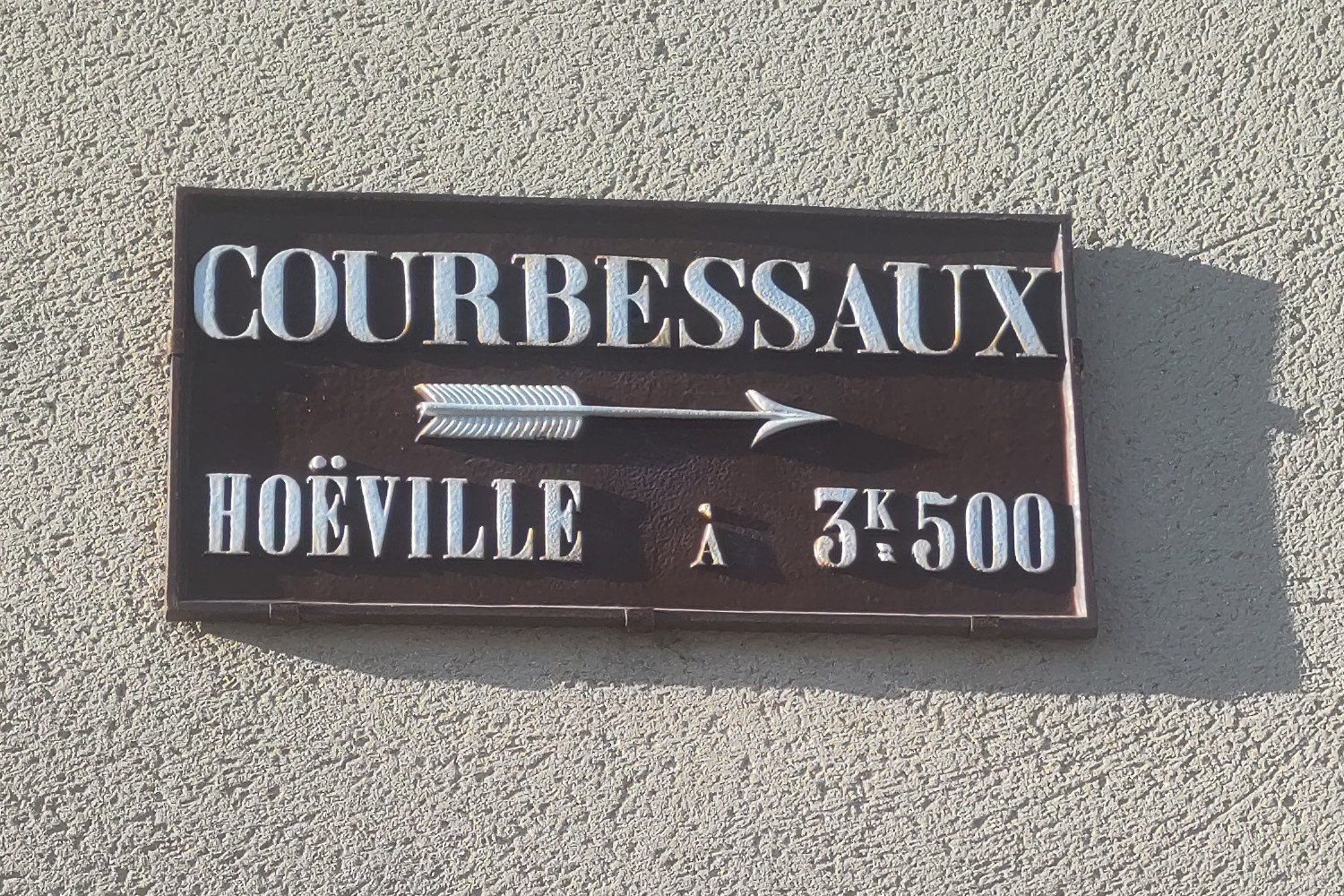
plaque de direction du XIX^{e} siècle appelée plaque de cochers

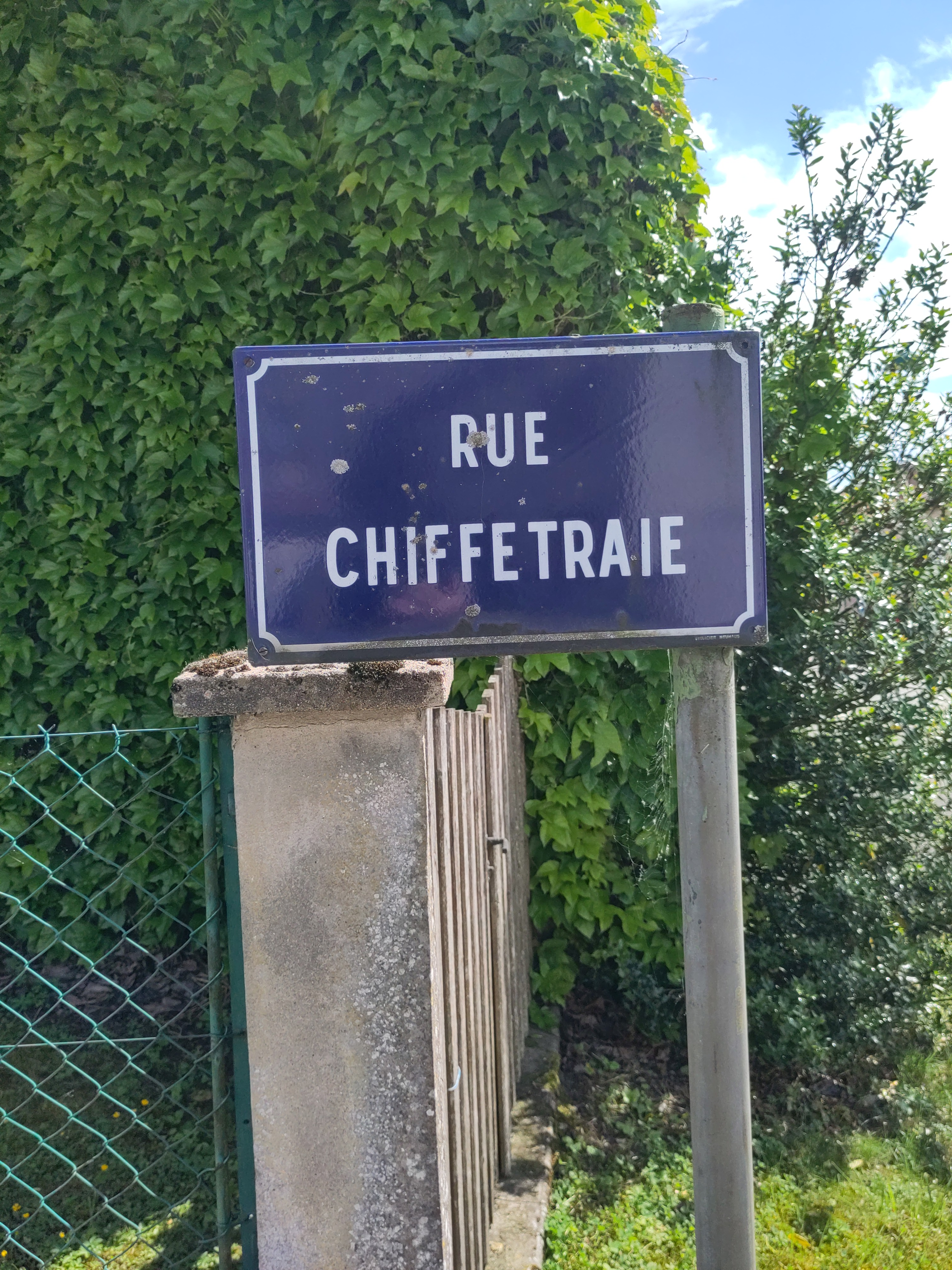
odonyme lorrain

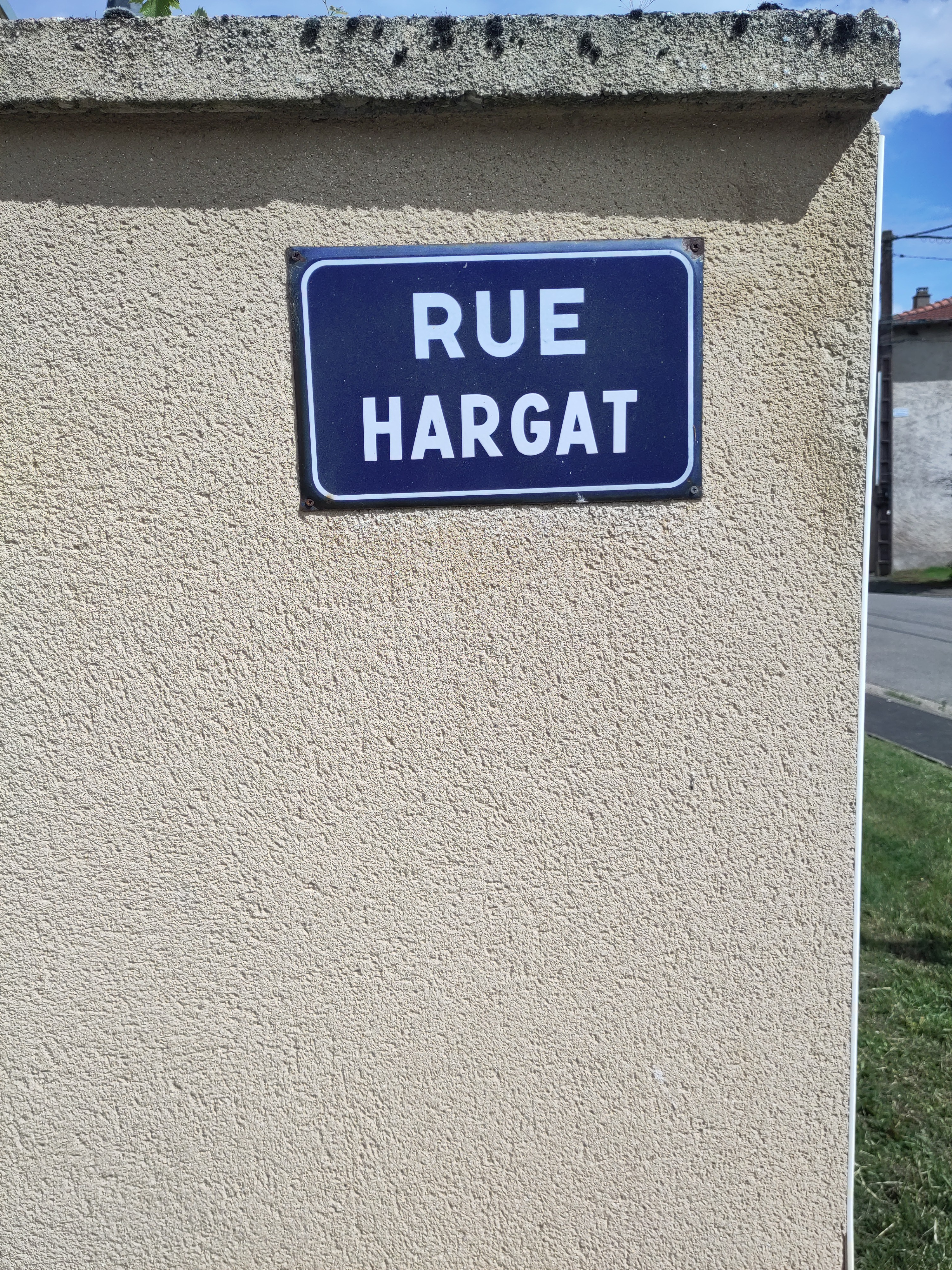
odonyme lorrain

Au cours de l'histoire, on rencontre les graphies suivantes : Oheiville, en 1296, Oheville en 1298, Hoheiville en 1319, Lehevilla en 1402 (orthographe incertaine), Ohiville en 1447.
Selon Föstermann et Buchmüller-Pfaff, le nom du village se serait formé à partir du nom de personne germanique Hoho  et du suffixe latin villa qui signifie ici grand domaine rural. Cette formation se serait produite entre le VIe et le IXe siècle, à la charnière des périodes mérovingienne et carolingienne.
On remarque sur la plaque de cochers installée à Courbesseaux que Hoéville s'écrivait au XIXe siècle avec un tréma et cette graphie n'est pas une exception.

## Histoire
Selon Henri Lepage, les plus anciennes pièces d'archives concernant Hoéville datent de 1296 et 1298. Il s'agit d'actes de cession de  Renaut d'Athienville en faveur de Simonin de Damelevières. Dans le second document, la forteresse de Baramweare est exclue de la vente. Le nom lorrain Baramweare ou Baranware signifierait Ban ware, gardien du ban.

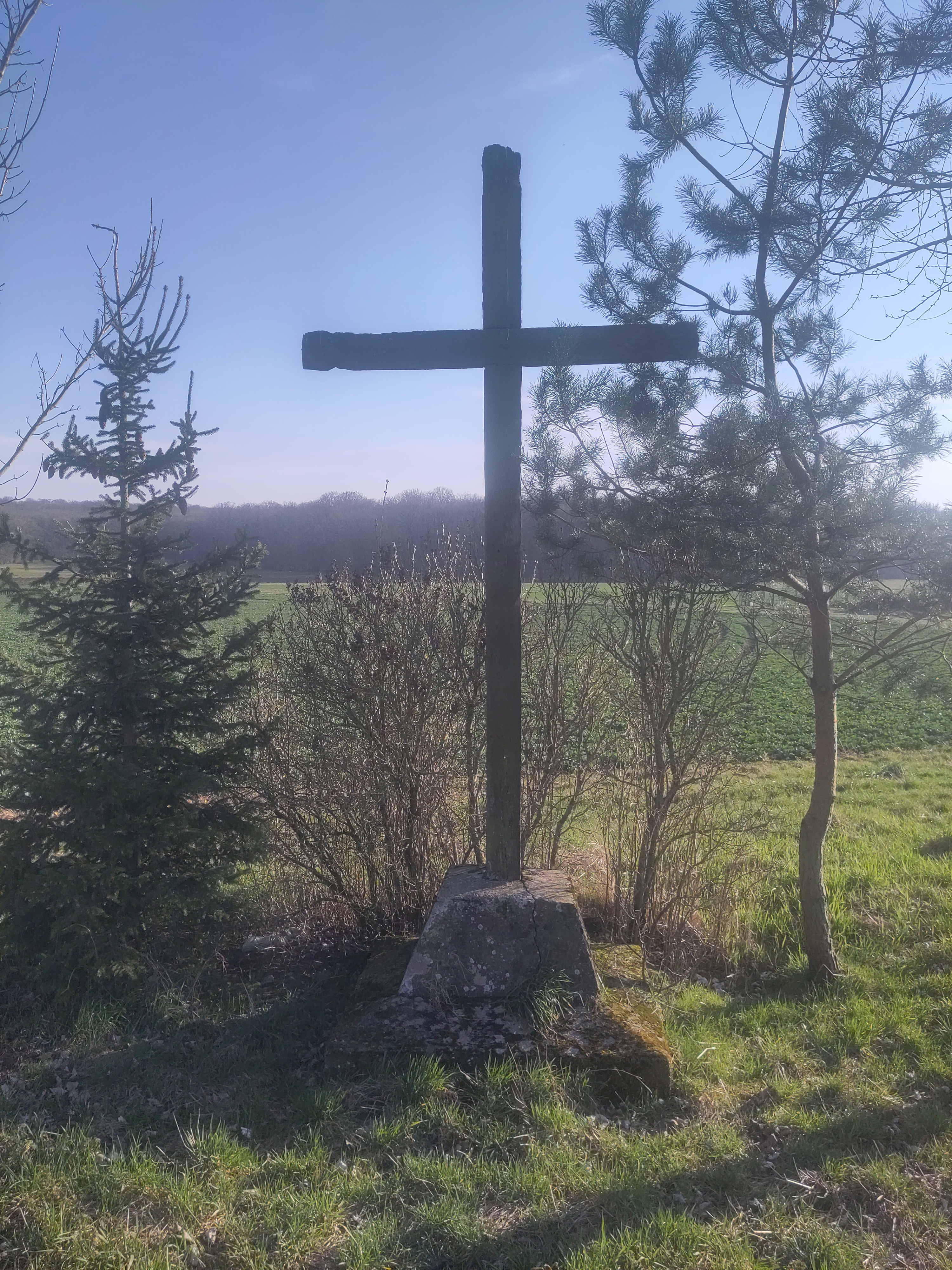
Croix de chemin en bois

### La seigneurie
On ignore qui possédait cette terre pendant les XIVe XVe siècles. Sous l'Ancien Régime et jusqu'à la Révolution Française, la seigneurie de Hoéville était partagée entre divers propriétaires. Parmi les co-seigneurs, il y eut Marie de Gastinois, veuve de Gaspard de Mercy en 1665 ; Nicolas-Joseph de Beaufort, en 1712, également seigneur de Gellenoncourt ; Hubert-dieudonné de Ravinel en 1771 ; Antoine de Schaken, à qui succédèrent Bernard Grandjean et Jean-Baptiste de Mahuet, qui vendit sa part à Joseph-Hyacinthe Dumésnil le 30 août 1770. 
Plusieurs co-seigneurs d'Hoéville revendiquaient tout ou partie de la seigneurie de Courbesseaux. Aux XVIe et XVIIe siècles, la concurrence était féroce entre eux pour faire entrer les jeunes mariés, futurs contribuables, dans leur seigneurie respective. 
En 1296, le duc Ferry déclare que pardevant lui, Renaut d'Athienville a reconnu devoir à Simonin de Damelevières sept vingt livres de petits tournois et 10 livres de toulois engagés sur le tiers des bans de Hoéville et Courbessault.
Le jour des innocents 1298, Renaut d'Athienville vend à Simonin de Damelevières ce qu'il possède à Hoéville, excepté la forteresse d'Hoéville dite Baranweare.
En janvier 1317, Collin d'Aumecourt déclare être homme-lige du duc de Lorraine pour ce qu'il possède à Hoéville.
En 1517, Collin D'Ajecourt déclare être homme-lige du duc de Lorraine pour ce qu'il possède à Hoëville.
Le 26 juin 1552, Nicolas Des Fours seigneur de Hoéville reprend en foi et hommage du duc Charles III un fief à Hincourt, Hoéville et Courbessaut.
Le 26 juin 1562, Nicolas Des Fours donne son dénombrement pour ce qu'il possède à Hoéville et Courbessaux.
En 1612, l'abbaye de Gorze détient la moitié de la seigneurie d'Hoéville ainsi que les droits de haute, moyenne et basse justice. Cette année, l'abbé commendataire de Gorze, Charles de Lorraine également appelé De Remoncourt, vend à Charles de Rennel ce que l'abbaye possède à Hoéville pour la somme de 9 000 francs  de Lorraine.
En 1616, le duc Henri II vend à Antoine De La Grotte sa part de seigneurie d'Hoéville pour 27 704 francs de Lorraine.
Le  4 décembre 1623, Jean-Jacques de Montesqieu et son épouse achètent à Antoine de la Grotte les deux tiers et demi et un sixième de l'autre demi tiers en la moitié de la seigneurie pour 54 000 francs de Lorraine.
Le 7 juillet 1654, Montesqieu vend Hoéville à Nicolas Henry et à son épouse.
En 1704, François D'Arnollet, seigneur d'Athienville, cite Hoéville dans un acte de dénombrement.
Le 8 août 1712, à la suite de la mort de Nicolas Henry, Hoéville est vendu par licitation à Gabriel Dumesnil pour la somme de 103 000 francs barrois. L'acheteur acquiers en même temps le fief de Coubesseaux. À la suite de cet achat, la famille Dusmenil se fait appeler Du Mesnil de Hoëville.
Le 26 janvier 1724, Charles-Ignace De Mahuet, baron de Drouville, déclare tenir en fief du duc de Lorraine terres labourables, prés, bois, portion de seigneurie et rentes seigneuriales situés dans les territoires des villages de Courbessaux , Hoéville Etc, ci-devant propriétés de Armand-Jules de Rohan pair de France, par son abbaye de Gorze.
Le 7 février 1777, Claude de France, veuve d'Antoine De Schaken, est dame en partie de Hoéville.

### Ancien Régime
Hoéville fut l'un des premiers villages touchés par les épidémies du XVIIe siècle. Dans les comptes d'Amance pour l'année 1627, il est écrit : Les habitants d'Hoéville sont en provision envers S. A. et Messieurs (de la Chambre des Comptes) pour avoir réduction de leur cotte de l'aide ordinaire Saint-Remy de l'an de ce compte, montant à 195 francs, à cause de la contagion qui les a rendus séquestrés de tous trafics et conversations durant six mois de cette année. Henri Lepage ne parle pas de la guerre de 30 ans pour la commune d'Hoéville, ce qui est assez rare.

### Première Guerre Mondiale

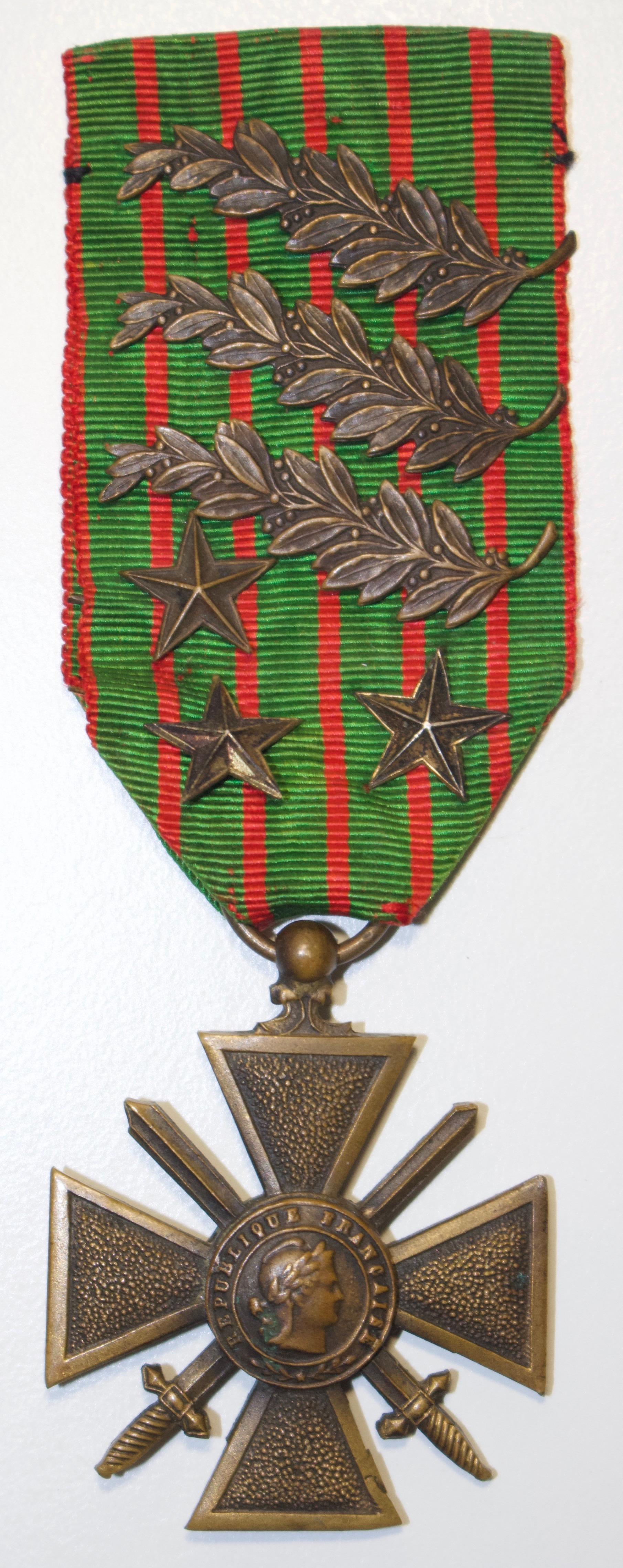
Croix de Guerre-14-18

En août et septembre 1914, Hoéville a été le théâtre de violents combats qui ont fait d'importants dégâts. La commune est titulaire de la croix de guerre. Émile Chatton, curé d'Hoéville, est pris comme otage et déporté en Bavière, au fort de Ingoistadt. À son retour à Hoéville après seize mois de captivité pendant lesquels il retrouva son frère également prêtre de Moncel-sur-Seille et lui aussi retenu en otage, il reçoit une citation à l'ordre de l'armée,.
En avril 1916, un avion allemand de type Fokker est abattu et termine sa course sur le territoire de la commune,. L'événement fut relaté dans le journal américain The New York Herald.
Le 15 janvier 1921 et faisant suite au dégâts importants de la Première Guerre Mondiale, des propriétaires fondent une coopérative de reconstruction. Cette entité porte le nom de Société Coopérative de Reconstruction  de Hoéville. Monsieur Albert Douzant est le président.
Le monument aux mort est inauguré le 30 septembre 1923.

### Agriculture
Immédiatement après la Première Guerre Mondiale et pour pallier le manque de main-d’œuvre dans les campagnes, l'abbé Chatton, curé de la paroisse d'Hoéville,  est à l'origine de la création du syndicat agricole local.
La revue agricole « Le Bon grain » du 1er janvier 1920 indique que les syndicats agricoles d'Hoéville et de Drouville ont reçu leur premier tracteur.
En 1933, un document préfectoral indique que la vaine pâture est interdite à Hoéville.

### Église
En 1923, le sculpteur Victor Huel termine la création de deux statues en pierres représentant « la Vierge Mère » et « Saint Nicolas » destinées à l'église d'Hoéville.

## Politique et administration
| Période                                  | Période                   | Identité           | Étiquette | Qualité                              |
| ---------------------------------------- | ------------------------- | ------------------ | --------- | ------------------------------------ |
| Les données manquantes sont à compléter. |                           |                    |           |                                      |
| Avant octobre 1861                       | 1869                      | Voirin             |           | décédé en cours de mandat            |
| Janvier 1869                             |                           | Adam               |           | reconduit en 1874 et 1876            |
| avant février 1882                       | 1882                      | Simonin            |           |                                      |
| décembre 1882                            |                           | Jérôme             |           |                                      |
| Mai 1883                                 |                           | Thiriet            |           |                                      |
| mai 1888                                 |                           | Jérôme             |           |                                      |
|                                          | 1912                      | Geoffroy           |           | démissionnaire                       |
| 1912                                     |                           | Louis Malgras      |           |                                      |
| avant octobre 1927                       |                           | Nicolas            |           |                                      |
|                                          |                           |                    |           |                                      |
| mars 2001                                | 2014                      | Michel Malgras     |           |                                      |
| mars 2014                                | En cours (au 28 mai 2020) | François Marchand, |           | Agriculteur sur moyenne exploitation |

## Population et société

### Démographie
L'évolution du nombre d'habitants est connue à travers les recensements de la population effectués dans la commune depuis 1793. Pour les communes de moins de 10 000 habitants, une enquête de recensement portant sur toute la population est réalisée tous les cinq ans, les populations de référence des années intermédiaires étant quant à elles estimées par interpolation ou extrapolation. Pour la commune, le premier recensement exhaustif entrant dans le cadre du nouveau dispositif a été réalisé en 2004.

En 2022, la commune comptait 206 habitants, en évolution de +3,52 % par rapport à 2016 (Meurthe-et-Moselle : −0,13 %, France hors Mayotte : +2,11 %).
| 1793 | 1800 | 1806 | 1821 | 1831 | 1836 | 1841 | 1846 | 1851 |
| ---- | ---- | ---- | ---- | ---- | ---- | ---- | ---- | ---- |
| 274  | 322  | 342  | 301  | 320  | 377  | 385  | 377  | 380  |

| 1856 | 1861 | 1872 | 1876 | 1881 | 1886 | 1891 | 1896 | 1901 |
| ---- | ---- | ---- | ---- | ---- | ---- | ---- | ---- | ---- |
| 339  | 372  | 362  | 375  | 357  | 330  | 309  | 274  | 262  |

| 1906 | 1911 | 1921 | 1926 | 1931 | 1936 | 1946 | 1954 | 1962 |
| ---- | ---- | ---- | ---- | ---- | ---- | ---- | ---- | ---- |
| 281  | 258  | 183  | 164  | 155  | 149  | 140  | 135  | 131  |

| 1968 | 1975 | 1982 | 1990 | 1999 | 2004 | 2006 | 2009 | 2014 |
| ---- | ---- | ---- | ---- | ---- | ---- | ---- | ---- | ---- |
| 130  | 125  | 122  | 115  | 124  | 158  | 154  | 178  | 195  |

| 2019 | 2022 | - | - | - | - | - | - | - |
| ---- | ---- | - | - | - | - | - | - | - |
| 197  | 206  | - | - | - | - | - | - | - |

## Économie
- Une base d'ULM est située à quelques centaines de mètres de la commune (base ULM d'Hoéville).
- Chambre d'hôtes Volubilis.

## Culture locale et patrimoine

### Lieux et monuments
- Église Saint-Nicolas, reconstruite après 1918.
- Monument aux morts.
- Au cimetière, la tombe d'un soldat mort pour la Patrie, 1937.
- Mémorial maquis de Ranzey.
- Maison forte mentionnée dès la fin du XIIIe siècle, détruite au XVIIe, reconstruite au XVIIIe, vendue comme bien national en 1795, transformée en habitation.

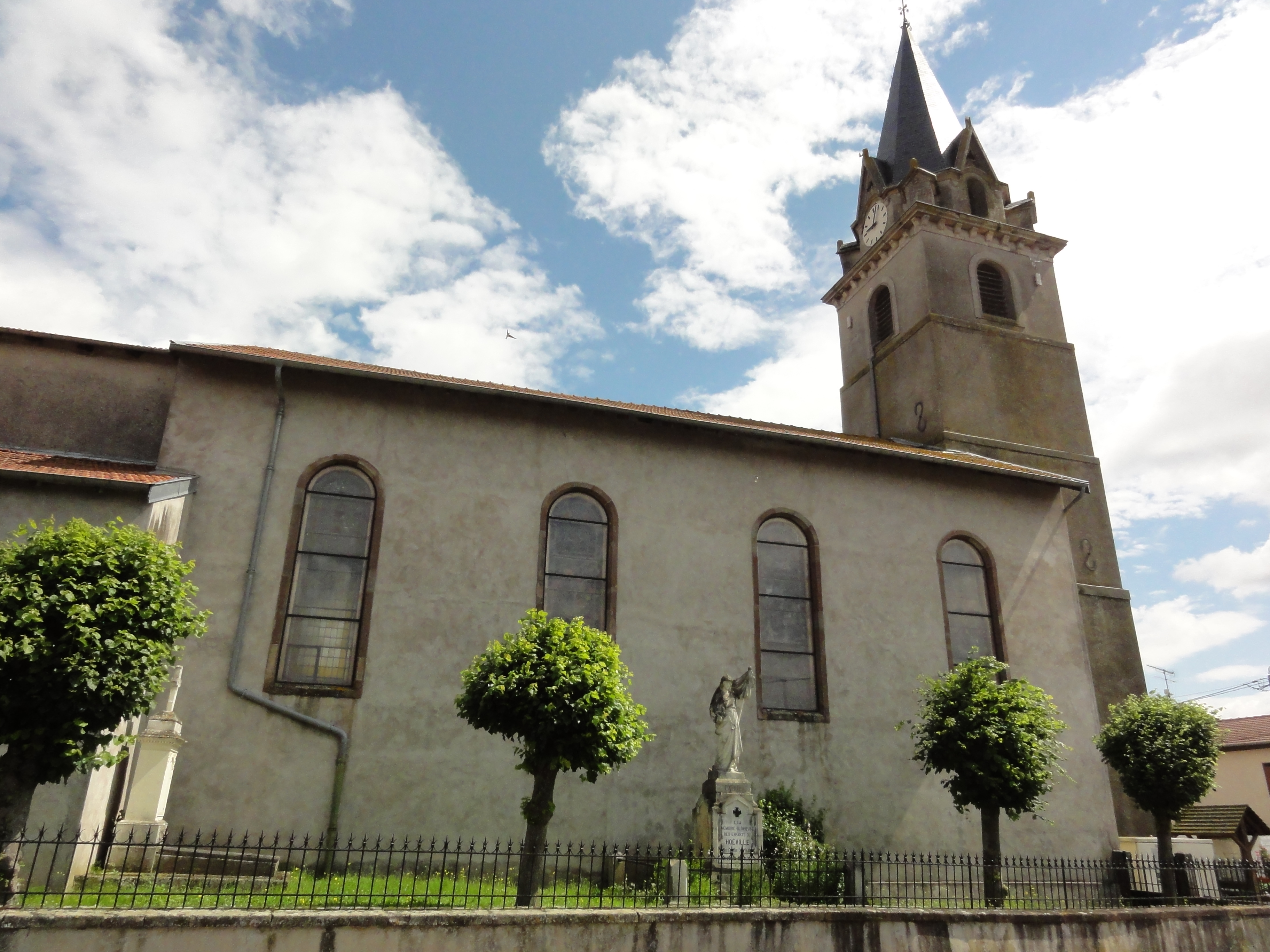
Église Saint-Nicolas.
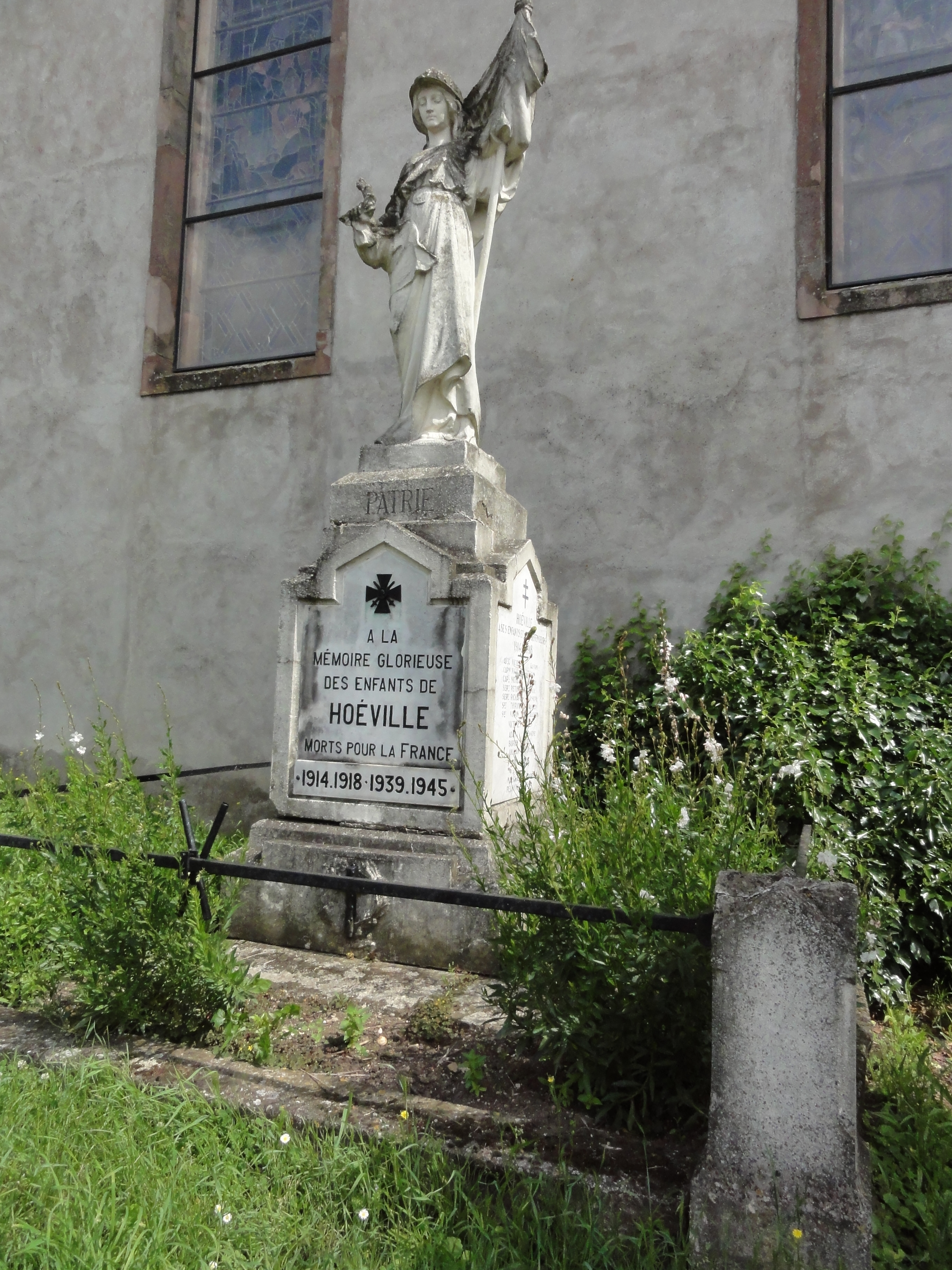
Monument aux morts.
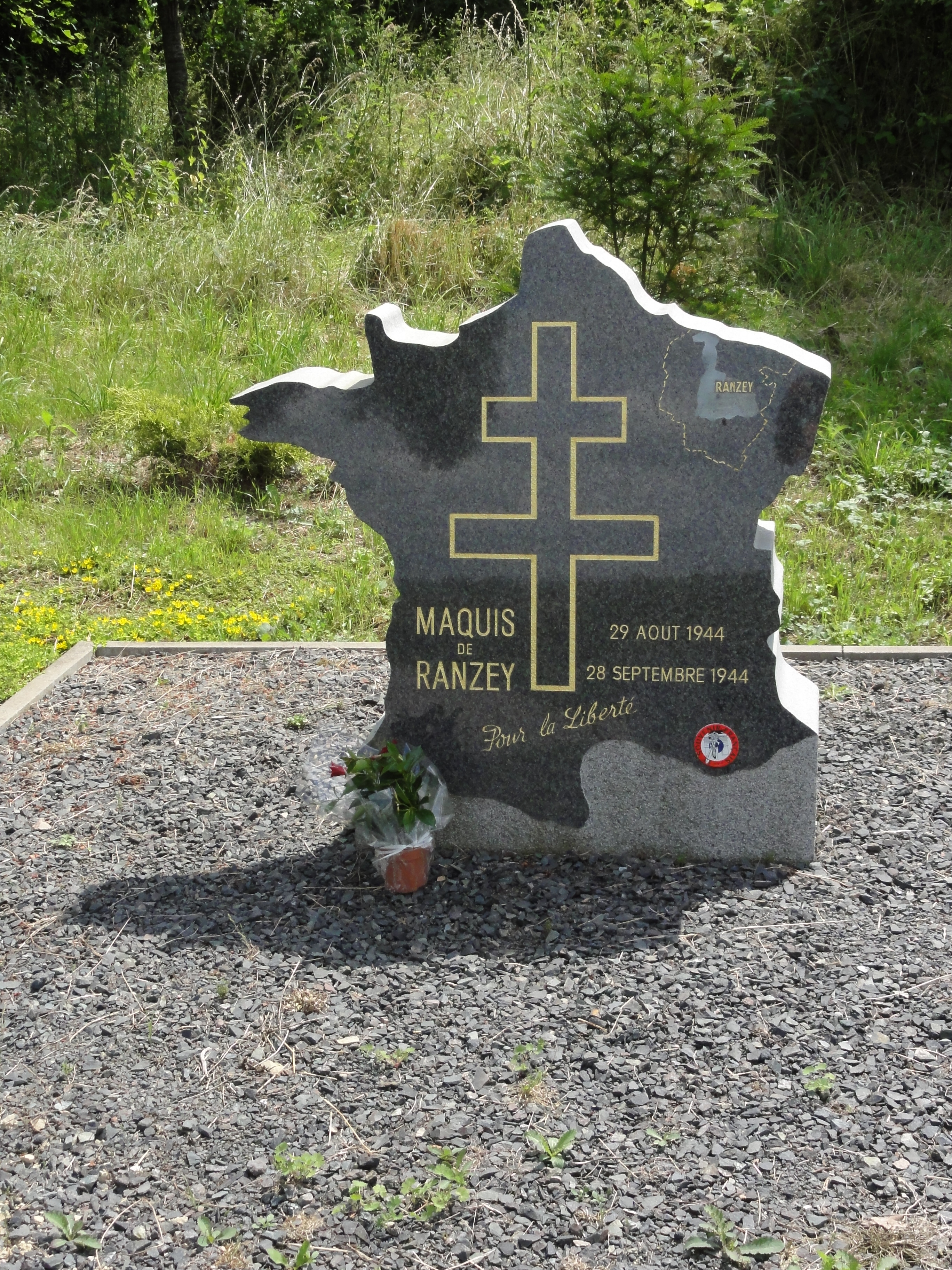
Mémorial maquis de Ranzey.
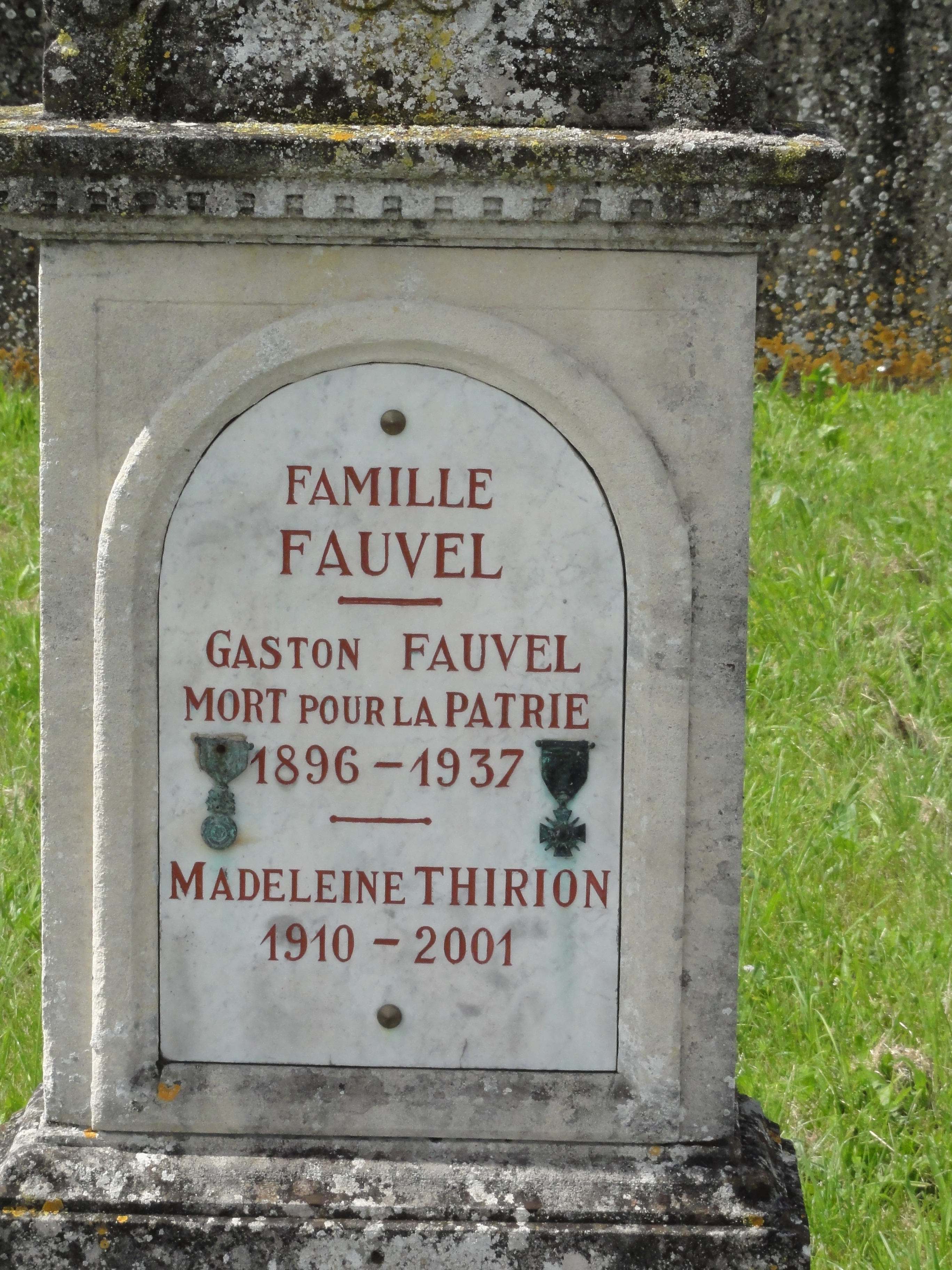
Tombe soldat 1937.

### Personnalités liées à la commune
Joseph Dumesnil ou Du Mesnil né au château d'Hoéville le 4 août 1716 et mort à Florence en mars 1781. Docteur en théologie diplômé de la Sorbonne, prêtre du diocèse de Toul, chanoine de Florence (1743-1747) et évêque de Volterra en 1747 : il n'a jamais exercé cette charge,.

### Héraldique, logotype et devise
| Blason de Hoéville | Blason  | D'or au hibou de sable au chef de gueules chargé d'un alérion d'argent. |
| Blason de Hoéville | Détails | Le statut officiel du blason reste à déterminer.                        |